# Accessibilité du métro de Paris

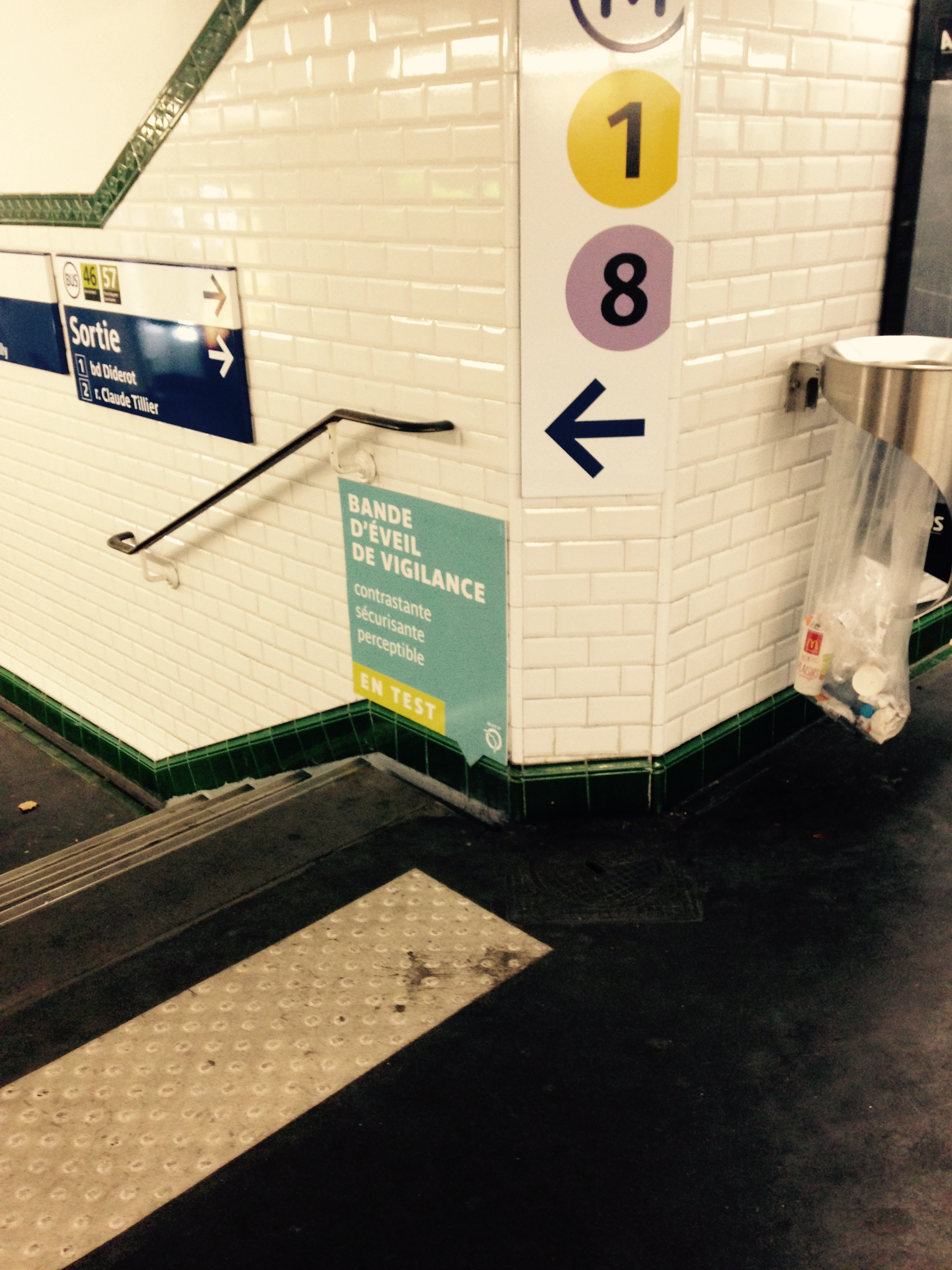
Surface podotactile en haut d'escalier et directions des quais des lignes 1 et 8 en taille augmentée.

L'accessibilité du métro de Paris est médiocre pour les personnes situation de handicap.
Le réseau intègre l'accessibilité à partir de la ligne 14 mise en service en 1998. Ces critères de conception sont appliqués aux nouvelles stations prolongeant les lignes anciennes.
La loi de 2005 sur le handicap ne fixe aucune date limite pour l'accessibilité du métro car les travaux y sont difficiles sur les lignes anciennes, d'où des efforts principalement dirigés sur l'amélioration du réseau de bus, avec 91 % des bus adaptés aux personnes en fauteuils roulants en 2014. Le réseau PAM permet, quant à lui, d'avoir un transport à la demande dédié. 

## Contexte
L'accessibilité du métro est médiocre pour les personnes en situation de handicap, les personnes avec une poussette, les femmes enceintes, les touristes chargés de bagages ou encore les personnes âgées. En effet, la plus grande partie du réseau a été édifiée avant la législation contemporaine sur l'accessibilité des lieux publics. Cette exigence n'est prise en compte qu'à partir de la construction de la ligne 14  et pour les prolongements des lignes plus anciennes.
Rendre accessibles plus de 300 stations du métro reviendrait à plusieurs milliards d'euros et dans 50 % des cas le sous-sol parisien engendrerait, selon la RATP, une impossibilité technique incontournable pour l'aménagement d'ascenseurs (présence d'égouts, terrains instables, enchevêtrement de tunnels, manque de place sur la voirie pour la sortie).
La loi de 2005 sur le handicap ne fixe aucune date limite pour l'accessibilité car les travaux y sont difficiles voire impossibles sur les lignes anciennes, d'où des efforts principalement dirigés sur l'amélioration du réseau de bus (91 % des bus sont adaptés aux personnes en fauteuils roulants en 2014).
Le réseau de tramways est également accessible.

## L'accessibilité dans les stations

### Handicap moteur
L'essentiel des stations et leurs correspondances ne sont accessibles que par des escaliers. Quelques stations proposent des plans inclinés sur les escaliers, afin que les voyageurs puissent y faire rouler leurs bagages ou un chariot, comme à la station Porte Dauphine.
Des ascenseurs et des passages élargis desservent les quais de la ligne 14, du prolongement au nord de la ligne 11 ouvert en 2024, et de quelques autres stations dont systématiquement les plus récentes. Toutefois, des pannes d'équipements font que la permanence de cette accessibilité n'est pas garantie.
Lors des Jeux olympiques et paralympiques de 2024, 29 stations étaient accessibles, soit 9% d'entre elles (contre 18% à Londres au moment des JOP de 2012).
En 2012, le métro de Paris comportait 73 ascenseurs, dont :
- 47 classés comme équipements d'accessibilité, répartis dans 21 stations (9 stations accessibles voirie-train sur la ligne 14, plus 12 stations accessibles voirie-quai sur les lignes 1, 2, 6, 8 et 13).
- 26 classés comme équipements confort/pénibilité.

Les ascenseurs facilitent l’accès aux quais depuis la voirie extérieure pour les personnes à mobilité réduite, mais également pour celles avec une poussette ou des bagages.

### Handicap visuel

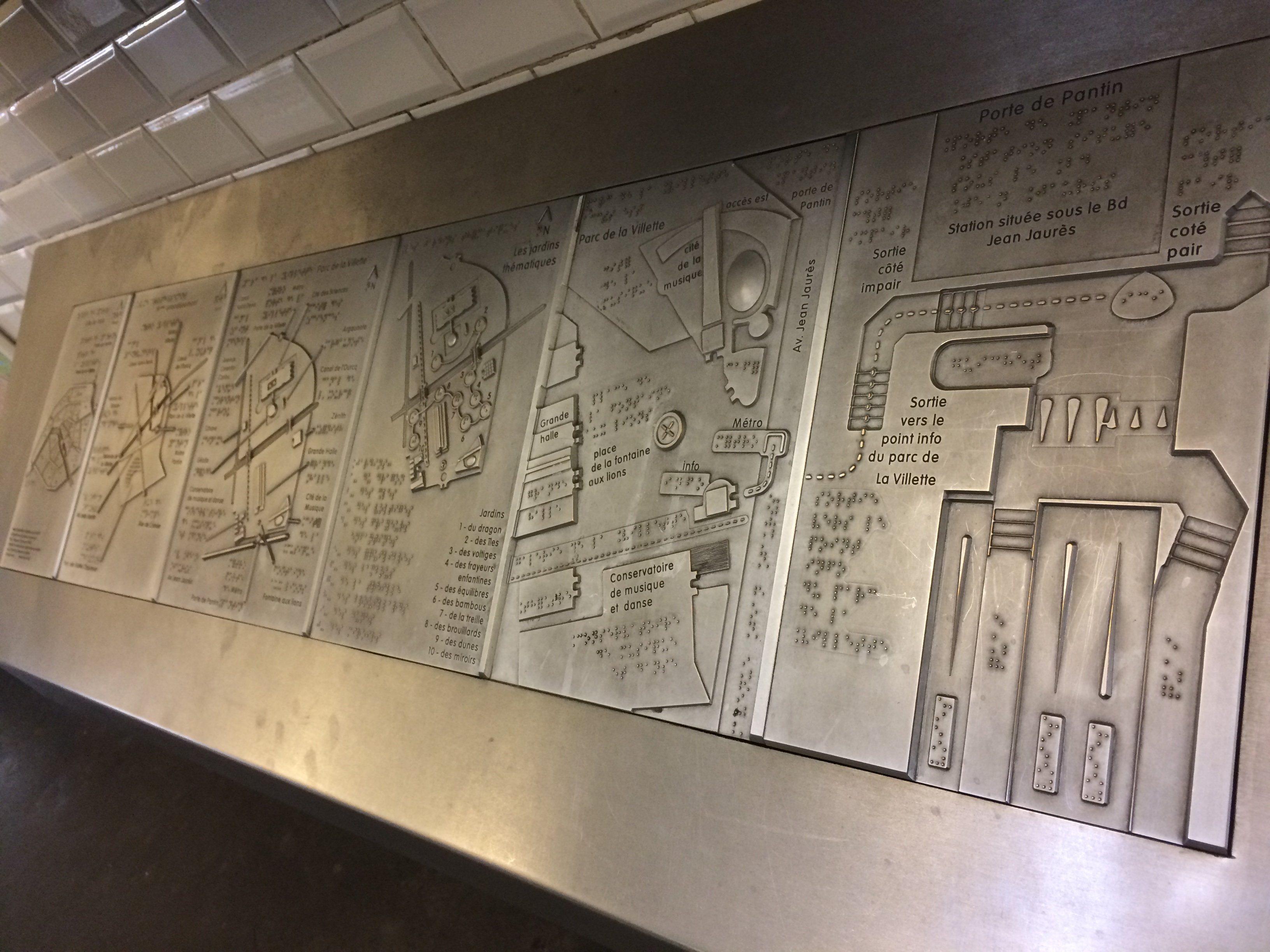
Plan en relief à la station Porte de Pantin.

Les quais de l'ensemble des stations sont équipés d'un système de sonorisation annonçant le temps d'attente avant les deux prochains métros et leur direction. Sur une même ligne, un quai l'étant par une voix masculine et l'autre par une voix féminine afin d'apporter une indication rapide sur le sens de la ligne. 
Les noms des stations bénéficient d'une annonce sonore dans les voitures du métro, mais en 2025 cette fonction n'est pas encore accessibles sur les lignes 3 bis, 7, 7bis, 8, 10 et 12 au matériel roulant trop ancien. La ligne 6 est en transition jusque 2026 et le renouvellement total des rames.
Toutefois, la RATP a débuté la sonorisation des rames 10, 3 et 3 bis par balises Bluetooth activant des haut-parleurs installés dans la voiture centrale de la rame. Pour les lignes non sonorisées, l'application « Compagnon Train » permet depuis juin 2025 des annonces grâce aux balises Bluetooth installées dans les stations.
Des surfaces podotactiles (dites aussi bandes d’éveil de vigilance) sont posées sur toutes les bordures des quais de métro et de RER pour indiquer la proximité de la voie. Incrustées de mini plots, les bandes sont sensibles au toucher du pied et à la canne afin d'alerter les déficients visuels de la proximité de la voie.
Les quais sont peu adaptés aux contraintes des fauteuils roulants. Toutefois, des portes palières équipent les quais des lignes 1, 4, 13 (partiellement) et 14.
La signalétique RATP utilise des codes couleurs propres à chaque ligne et les stations rénovées sont équipées de panneaux gagnant en visibilité et en lisibilité par l'augmentation de leur taille dit « hypersignes ». Quelques rares stations comme Porte de Pantin disposent de plans en relief du quartier.

### Handicap auditif

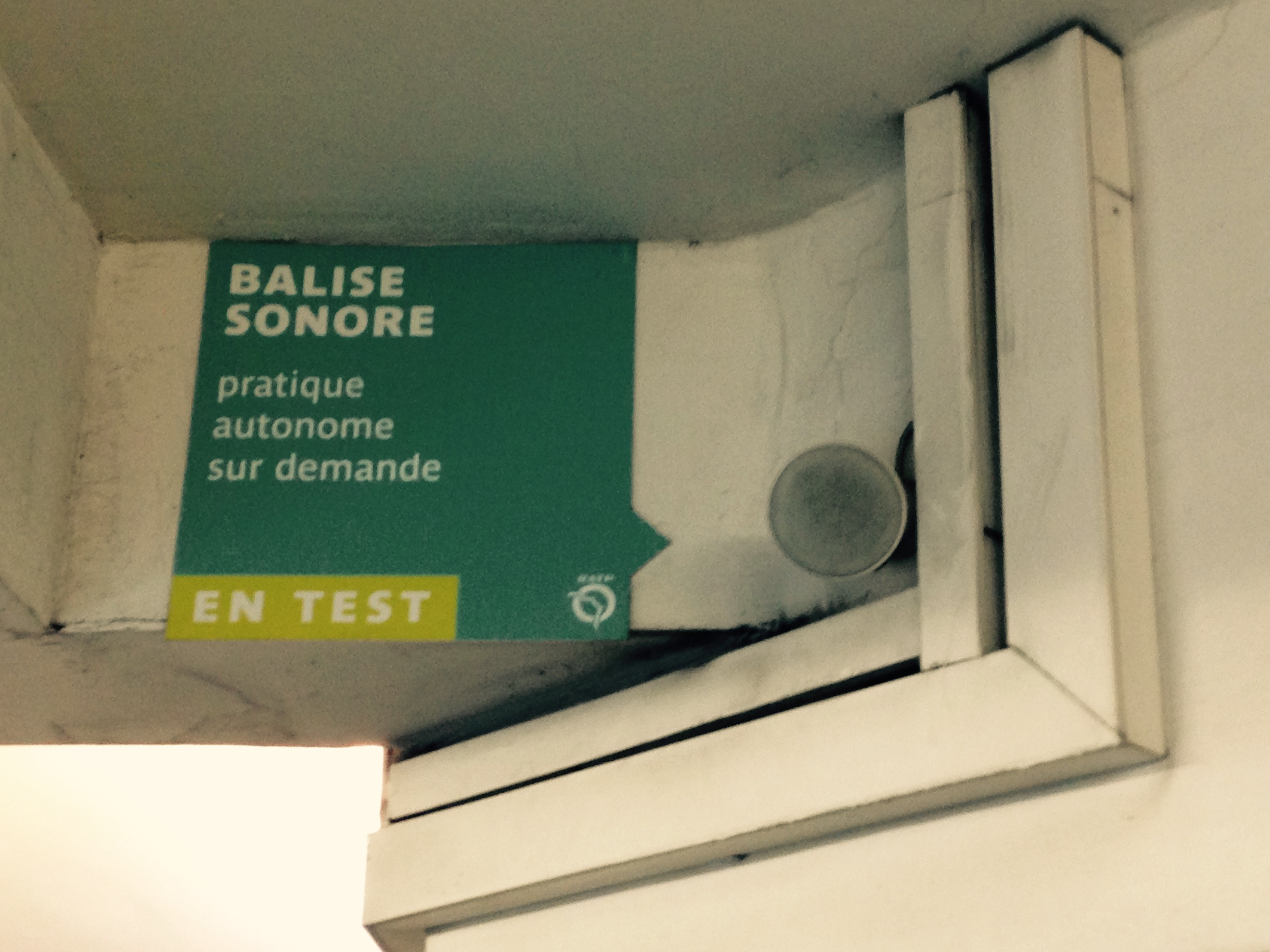
Balise sonore en test à la station Reuilly - Diderot.

Des balises sonores sont en test dans quelques stations.

### Handicap cognitif

Le symbole d'accueil, d'accompagnement et d'accessibilité.

Après la ligne 10, pionnière, et la ligne B du RER en 2013, la ligne A du RER est labellisé S3A en mars 2017 pour accueillir et conseiller les personnes atteinte d'un handicap mental tel l'autisme : « Les personnes handicapées mentales ne savent, par exemple, pas toujours lire. Dans les transports, elles connaissent bien souvent leur trajet par cœur, mais il suffit d’un aléa pour qu’elles soient perdues ». La formation des agents doit être étendue aux lignes 11 et 14 pour une généralisation d'ici 2020 à tout le réseau RATP.

## Information en ligne
L'application RATP, Bonjour, permet d'obtenir des trajets accessibles aux PMR, mais ils imposent souvent de longs détours.

## L'accessibilité dans les rames

### Handicap moteur
Hormis la ligne 14, la plupart des lignes n'offrent pas de rames alignées avec le niveau des quais.

### Handicap visuel
Dans les rames des lignes 1, 2, 3, 4, 5, 6 (MP 89 seulement), 9, 11, 13 et 14, la prochaine station desservie fait l'objet d'une annonce sonore. 
Sur toutes les lignes, la fermeture des portes des rames est annoncée par un avertisseur sonore ; elle est complétée par un signal lumineux sur les matériels récents ou rénovés.

### Handicap auditif

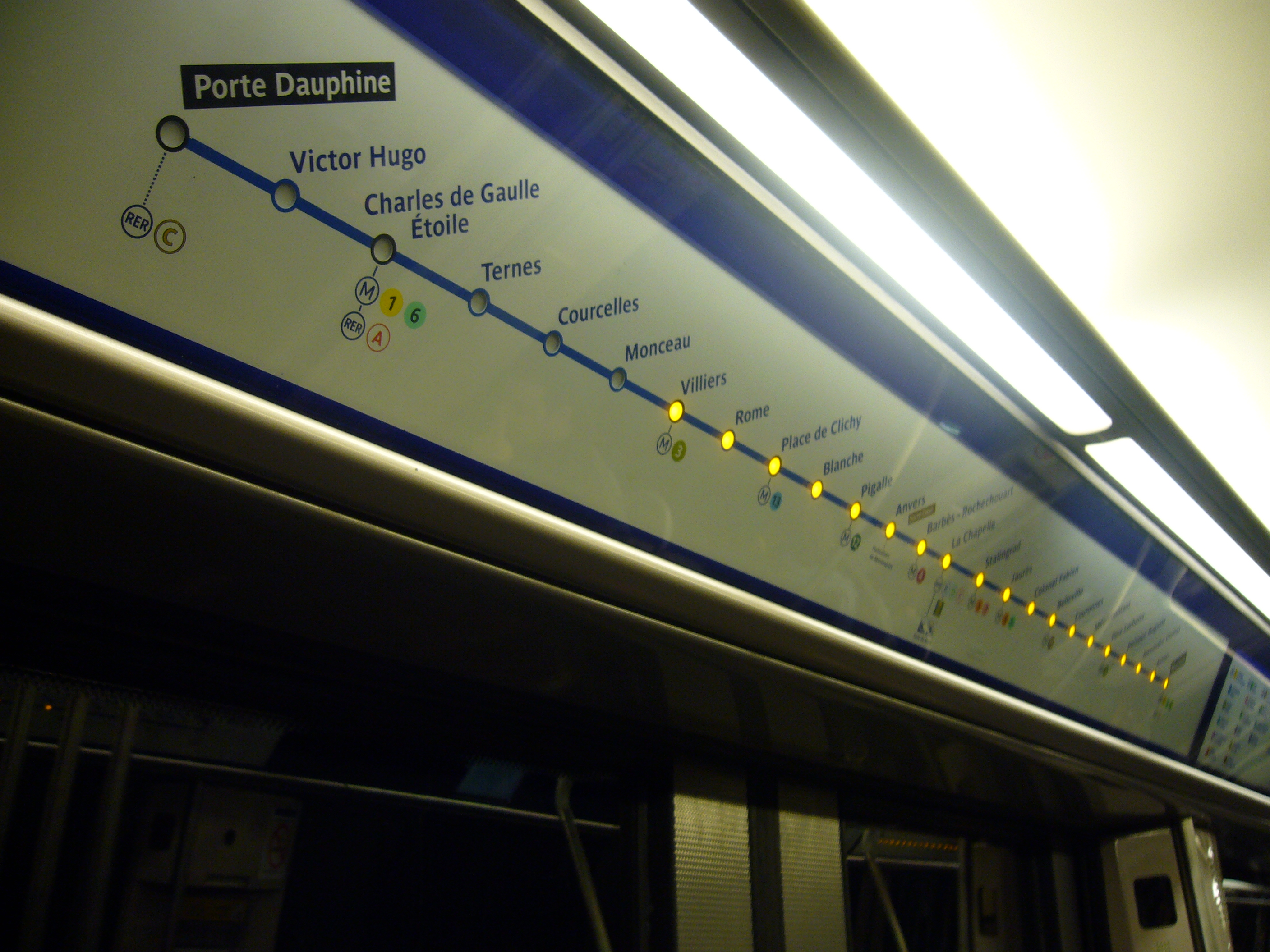
Annonces sonores et visuelles automatiques dans les nouvelles rames de la ligne 2.

Dans les rames équipées du dispositif d'annonces sonores et visuelles automatiques (ASVA), la prochaine station desservie est annoncée par le clignotement du point lumineux matérialisant celle-ci. Ces plans lumineux sont déjà présents dans les rames des lignes 2, 3, 5, 9 et 13. Dans celles de la ligne 1, des écrans annoncent visuellement les prochaines stations desservies.
Sur les quais, le système SIEL affiche, et annonce par une voie de synthèse, les temps d'attente des deux prochaines rames. Depuis fin 2023, une nouvelle génération d'écrans permet également d'afficher des messages de service,.

## Dispositifs de la ligne 14 et autres stations accessibles

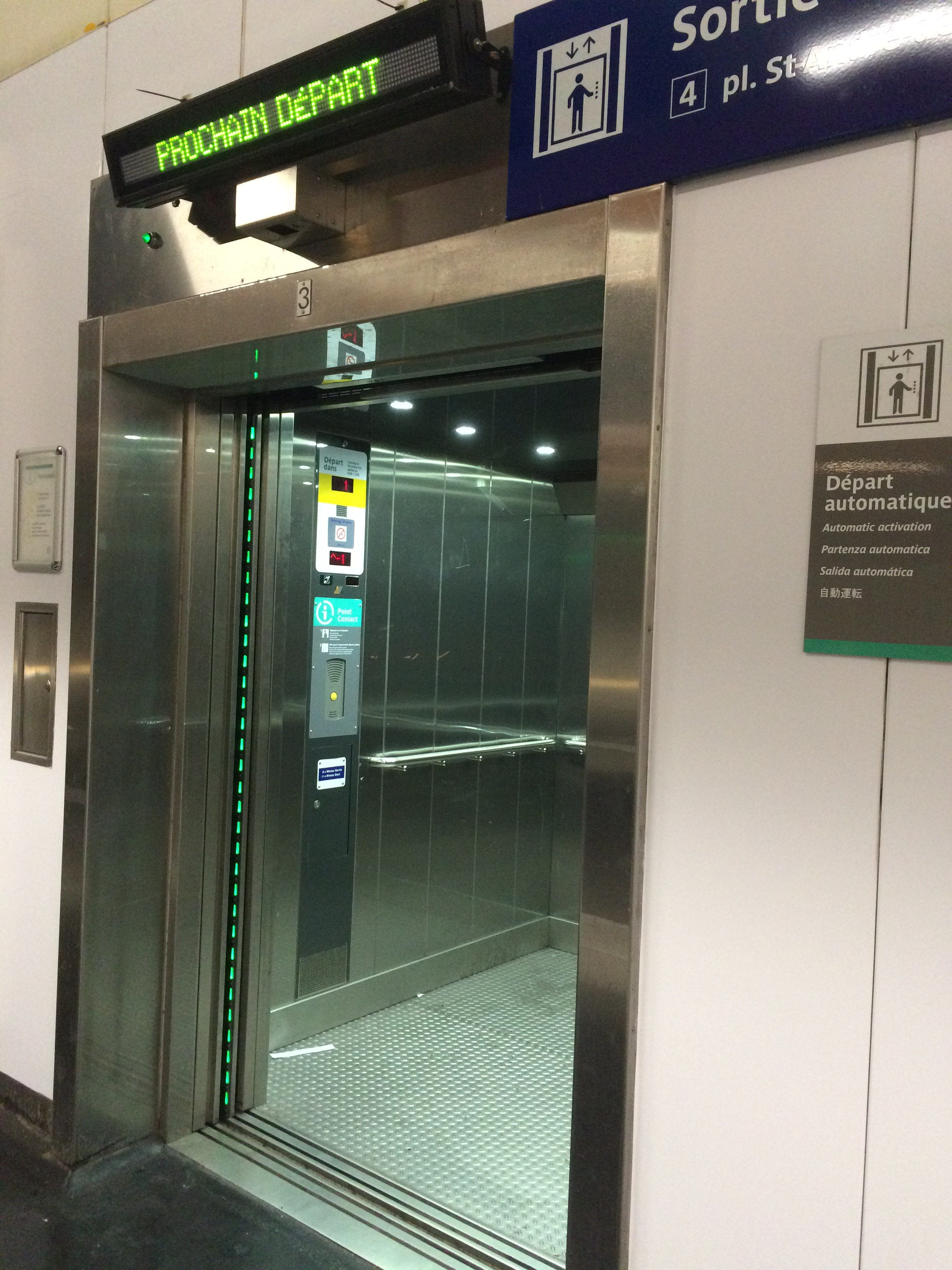
Ascenseur à la station Saint-Michel.

La ligne 14 du métro de Paris est une ligne entièrement accessible, en toute autonomie, aux personnes en fauteuil roulant, étant équipée de l’ensemble des dispositifs assurant le libre accès et la sécurité de ces voyageurs,. Des ascenseurs sont installés dans toutes les stations de la ligne (treize stations en 2022) et les rames sont à niveau avec les quais et disposent d'espaces de circulation compatibles avec les manœuvres d'un fauteuil roulant ainsi que d'emplacements réservés dotés d’équipements spécifiques tels que barres de maintien ou boutons d’appel.
En dehors de la ligne 14, près d’une trentaine de stations de métro sont équipées d’ascenseurs, notamment les plus récentes ainsi que les plus en profondeur. Une vingtaine de ces stations disposent d’un parcours entièrement mécanisé entre les quais et la voirie mais ces ascenseurs sont considérés comme des appareils « de confort », destinés « à faciliter le cheminement des voyageurs », puisque les personnes en fauteuil roulant, en pratique, ne peuvent pas les emprunter « pour des raisons de sécurité et de non-continuité du trajet accessible jusqu’à la station de destination ».
Sur les prolongements des lignes 4, 11 et 12, les stations elles-mêmes sont accessibles aux personnes en fauteuil roulant mais ce n'est qu'après le renouvellement des rames que ces tronçons pourront véritablement être empruntés par ces voyageurs.
Selon handicap.fr, 27 stations sont accessibles à Paris et en petite couronne en 2023, soit 9 % du réseau du métro, chiffre qui doit être porté à 45 stations en 2024 et 14 % du métro. Avec les 68 nouvelles stations attendues du Grand Paris Express à horizon 2030, ce serait alors 113 stations qui auraient au moins une ligne accessible.
La RATP met à disposition des voyageurs un plan des lignes du réseau indiquant le degré d'accessibilité de chaque station pour les personnes à mobilité réduite.

### Grand Paris Express
Afin de « faire du métro du Grand Paris le métro le plus accessible du monde », la Société du Grand Paris signe en janvier 2016 un protocole de concertation avec les associations représentatives des grandes familles de handicap. Le Grand Paris Express, formé par les lignes 14, 15, 16, 17 et 18, doit donc être intégralement accessible à sa mise en service.

## Étude sur une mise en accessibilité de la ligne 6
Alors que les coûts de mise en accessibilité de tout le métro parisien semblent prohibitifs, Île-de-France Mobilités et la RATP annoncent en juillet 2019 le lancement d'une étude de faisabilité pour un million d'euros pour la mise en accessibilité de la ligne 6 du métro qui est essentiellement aérienne.
En avril 2021, IDFM annonce que la mise en accessibilité de la ligne est chiffrée à 700 millions d'euros dans l'hypothèse la plus haute, qui consiste à équiper les 28 stations de la ligne d'ascenseurs et de refuges anti-incendie dédiés, et nécessiterait de six à dix ans de travaux. La Région Île-de-France propose alors de prendre en charge un tiers de ce coût, en invitant la mairie de Paris et l’État à « se joindre au financement ». Grégoire de Lasteyrie, vice-président d'Île-de-France Mobilités, indique que l'expérimentation qui va en découler sur cette ligne est « très importante ». En effet, elle permettra de mieux se rendre compte de ce qu'il faudrait faire pour rendre la totalité du métro accessible.

## Comparaisons avec d'autres villes
D'après le recensement conduit en 2017 par le quotidien britannique The Guardian, si seulement 15 stations du métro parisien sur 302 sont accessibles aux personnes en fauteuil roulant, le chiffre tombe même à neuf (toutes sur la ligne 14) si on retranche celles nécessitant l'installation d'une rampe. Par comparaison, l'accessibilité est assurée dans 71 des 270 stations du métro londonien, aidé en cela par l’accessibilité totale du réseau DLR inauguré en 1987 ; la ligne Elizabeth, inauguré en 2022, est entièrement accessible avec accès de plain-pied aux trains à chaque station depuis la rue. Le métro de Barcelone se montre assez exemplaire avec 129 stations accessibles sur 156. C'est le cas pour 117 des 472 stations du métro de New York, de 186 sur 211 pour le métro de Tokyo. Conçu après l'adoption de la législation sur l'accessibilité et ouvert dans les années 1990, les 93 stations du métro de Los Angeles sont accessibles. À peine plus ancien, le métro de Washington a ses 91 stations accessibles,.
À Londres, une rampe peut être déployée sur demande pour passer la marche en sortie de train sur les rames d'ancienne génération. Le plus gros du travail d’adaptation concerne le trajet entre la rue et les quais dont la conception, débutée en 1863, n'intégrait pas l'accessibilité. Toutes les stations devraient à terme être équipées d’un ascenseur pour chaque escalier alors que des portiques larges doivent permettre le passage des fauteuils roulants et des poussettes. Les nouvelles technologies sont mobilisées pour améliorer l’accès des aveugles ou encore des femmes enceintes aux transports avec le développement de plans spécifiques qui représentent les degrés d'avancement des adaptations. Transport for London donne un accès gratuit aux informations de son réseau pour permettre le développement d'applications tierces rendant par exemple les plans lisibles pour les personnes souffrant de différents problèmes visuels en jouant sur les contrastes, les couleurs et en rajoutant des signes.
À Tokyo, dont le réseau ancien est peu accessible, les nouveaux WC handicapés construits en double, les uns pour les gauchers, les autres pour les droitiers.
En Île-de-France, la RATP assure au début de 2018 que les personnes en fauteuil roulant peuvent utiliser l'ensemble du réseau des bus parisiens (63 lignes), plus de 70 % du réseau des bus de banlieue (soit plus de 200 lignes), 63 gares du RER sur les 65 que compte le réseau RATP, l'ensemble des lignes de tramway ainsi que la ligne 14 du métro. Elle s'est engagée à rendre accessibles tous ses bus franciliens d'ici 2022.
En 2024, Île-de-France Mobilités affirme que 290 gares de son réseau sont accessibles, soit les gares représentant 95 % du trafic RER et train. Selon IDFM, 56 % d’accessibilité des gares et stations du réseau ferré seraient ainsi accessibles.

## Perspectives après les JOP 2024
A l'approche des Jeux paralympiques de 2024, la présidente de la région Île-de-France Valérie Pécresse évoque en août 2024 l'ambition de rendre accessible le réseau historique du métro et propose que la Région apporte un tiers de ces financements. En attente d'études précises, le projet est évalué à 20 milliards d'euros sur une vingtaine d'années. Cette orientation qui reste à concrétiser serait un revirement d'IDFM qui refusait jusqu'alors à intégrer l'accessibilité aux stations en travaux de métro de rénovation, malgré les demandes d'associations de personnes en situation de handicap.